# Paul-Henri Nargeolet
Paul-Henri Nargeolet (Chamonix-Mont-Blanc, Francia, 2 de marzo de 1946-Atlántico Norte, 18 de junio de 2023) fue un explorador de aguas profundas y piloto francés de sumergibles. Fue conocido por haber realizado más de treinta y cinco inmersiones a la zona del naufragio del Titanic.

## Biografía
Paul-Henri Nargeolet nació en Chamonix-Mont-Blanc, Francia, en 1946. Vivió en Marruecos trece años. A los dieciséis años regresó a Francia para terminar sus estudios en el Lycée Jean Baptiste Say de París. Sirvió en la Marina francesa durante veintidós años; siendo comandante, se retiró en 1986.
Trabajó en el Institut Français de Recherche pour l'Exploitation de la Mer (IFREMER), en donde estuvo a cargo de los sumergibles de aguas profundas Nautile y Cyana, y dirigió la primera expedición de recuperación al Titanic en 1987. Al momento de su muerte, era el director de investigación subacuática de E/M Group y RMS Titanic, Inc.
Dirigió varias expediciones a la zona del naufragio del Titanic y completó 37 inmersiones en el sitio, lo que lo convirtió en una de las autoridades principales sobre el tema. Su labor permitió la recuperación de más de 5000 objetos relacionados con el hundimiento del famoso trasatlántico británico. En 2010, encabezó la expedición que creó el primer mapa de reconocimiento completo del barco.
Nargeolet también fue parte del proyecto OceanGate Expeditions, en donde participaba como experto y asesor. Formaba parte de la tripulación a bordo del Titan, el sumergible operado por OceanGate desaparecido el domingo 18 de junio de 2023.
La búsqueda del Titán involucró la participación de autoridades de Estados Unidos, Francia y Canadá, así como de empresas privadas, que desplegaron vehículos por mar y aire. El 22 de junio de 2023, se informó del hallazgo de algunos restos del sumergible a 500 m de los restos del Titanic. La empresa OceanGate publicó un comunicado en el que se informaba de la posible muerte de los cinco tripulantes del sumergible: Stockton Rush, Paul-Henri Nargeolet, Hamish Harding, Shahzada Dawood y Suleman Dawood. Posteriormente, la Guardia Costera de Estados Unidos confirmó la muerte de los cinco tripulantes, incluido Nargeolet, mediante una rueda de prensa. Las investigaciones apuntan a que la desaparición del Titán durante la inmersión se debió a una implosión por la presión.

## Libros
- Dans les profondeurs du Titanic. HarperCollins, París 2022, ISBN 9791033912637 (en francés).

## Documentales
| Año  | Documental                        | Papel                           |
| ---- | --------------------------------- | ------------------------------- |
| 1994 | Titanic: The Legend Lives On      | PH Nargeolet; Comandante        |
| 1996 | Titanic: The Investigation Begins | PH Nargeolet                    |
| 1997 | Titanic: Anatomy of a Disaster    | Líder de expedición             |
| 1999 | Titanic: Answers from the Abyss   | PH Nargeolet                    |
| 1999 | Deep Inside the Titanic           | Fotógrafo submarino             |
| 2002 | Titanic: 90 Years Below           | PH Nargeolet                    |
| 2012 | The Final Word with James Cameron | PH Nargeolet                    |
| 2015 | Drain the Titanic                 | PH Nargeolet; Codirector; Mapeo |

## Series de TV
| Año  | Serie                        | Episodio                             | Papel                           |
| ---- | ---------------------------- | ------------------------------------ | ------------------------------- |
| 2012 | Happening Now                |                                      | PH Nargeolet                    |
| 2016 | The Titanic Channel          |                                      | PH Nargeolet; Host              |
| 2018 | Drain the Oceans             | Ghost Ships of the Atlantic          | PH Nargeolet; Codirector; Mapeo |
| 2020 | Titanic, au coeur de l'épave |                                      | PH Nargeolet                    |
| 2020 | On est en direct             |                                      | PH Nargeolet                    |
| 2021 | Expedition Deep Ocean        | 01. Atlantic Ocean: Earthquake Abyss | PH Nargeolet; Asesor            |